# Коронавірусна хвороба 2019 у Придністров'ї
Спалах коронавірусної хвороби 2019 у Придністров'ї — це поширення пандемії коронавірусної хвороби 2019 на територію самопроголошеної Придністровської молдавської республіки, що є частиною Молдови. Перші випадки зареєстровано 21 березня 2020 року в містах Бендери і Рибниця.

## Хронологія
13 березня 2020 «уряд» Придністров'я заборонив усі масові заходи.
17 березня 2020 «уряд» оголосив про закриття всіх дитячих садків, шкіл, середніх та вищих навчальних закладів до 5 квітня. У той же день заборонено в'їзд на територію Придністров'я іноземних громадян (включно з громадянами Молдови) на 19 днів.
21 березня 2020 виявлені перші два випадки коронавірусної хвороби в регіоні.
24 березня 2020: уряд Придністров'я оголосив про призупинення роботи громадського транспорту.
25 березня 2020 за даними телеканалу ТВ ПМР, уряд Придністров'я повідомив, що коронавірусом інфіковано 7 осіб, у тому числі 2 дітей.
30 березня 2020 згідно з розпорядженням міністра закордонних справ самопроголошеної республіки, під час дії надзвичайного стану всі громадяни мають мати при собі посвідчення особи, а також спеціальні перепустки для перебування поза місцем їх проживання.
31 березня 2020 55-річна жінка з Тирасполя, яка хворіла на серцево-судинні захворювання та цукровим діабетом, стала першою померлою від COVID-19 у Придністров'ї. На момент смерті вона знаходилась у відділенні інтенсивної терапії.
4 квітня 2020 уряд Придністров'я запровадив заборону на експорт харчових продуктів.
14 квітня 2020 увійшло в дію урядове розпорядження про обов'язкове носіння масок у громадських місцях. Від цього дня людям без масок заборонено відвідувати аптеки, магазини та ринки.
21 квітня 2020 президент самопроголошеної республіки Вадим Красносельський заборонив проведення військового параду на День Перемоги в Тирасполі.
27 травня 2020 в Молдові було зареєстровано 232 нових випадків. Це найбільша щоденна кількість. Напередодні було зроблено рекордну, як для Молдови, кількість тестів — 1 663 тести. Найбільше нових випадків було у Придністров'ї — 52.

## Вакцинація
У грудні 2020 року Придністров'я уклало з Росією домовленість про отримання 300 тисяч доз вакцини «Спутник V», але станом на кінець лютого 2021 року вони не надійшли. Молдова заявила, що надасть Придністров'ю 10 % усіх отриманих вакцин.